# Videogiochi nel 1999

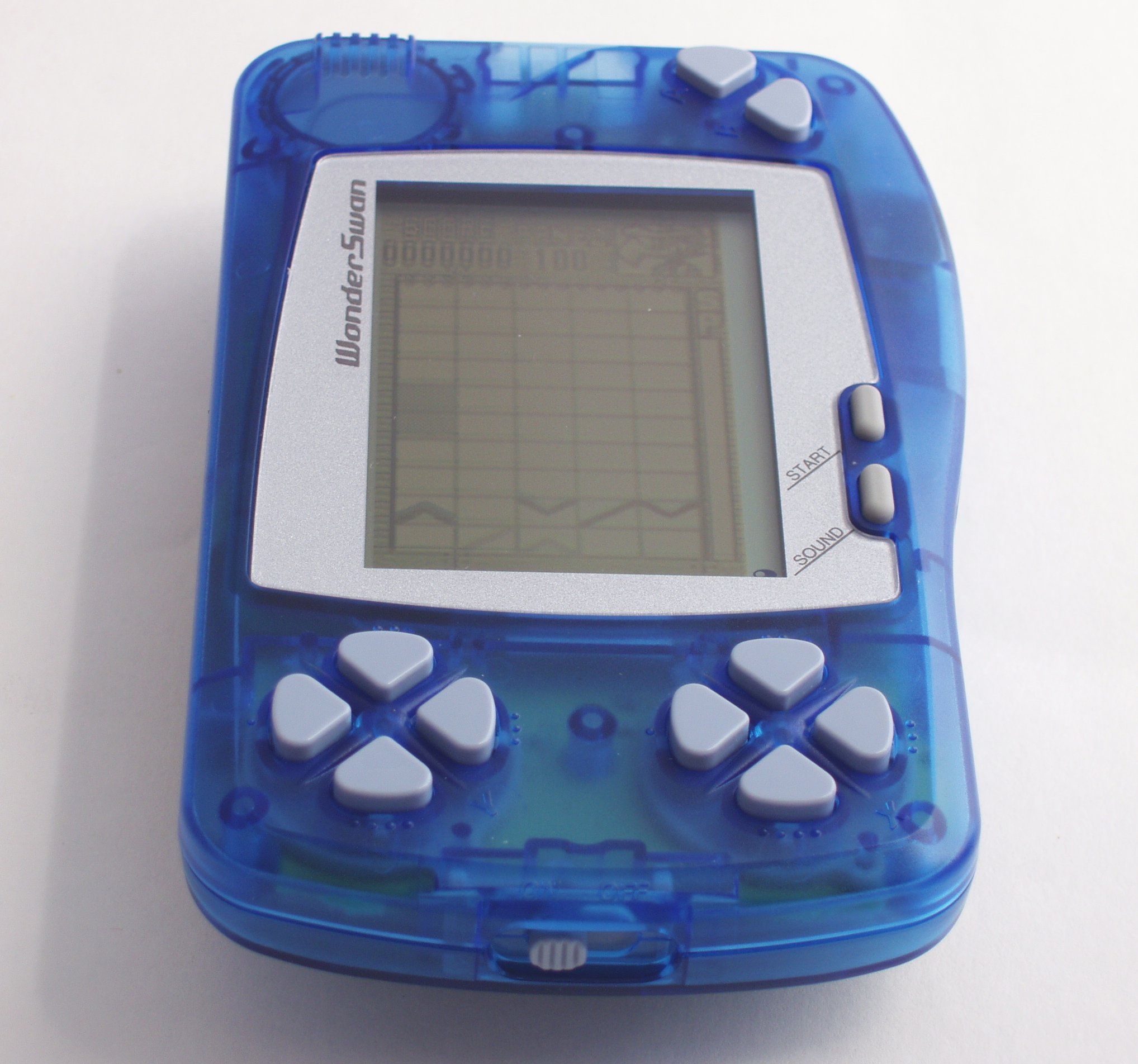
WonderSwan

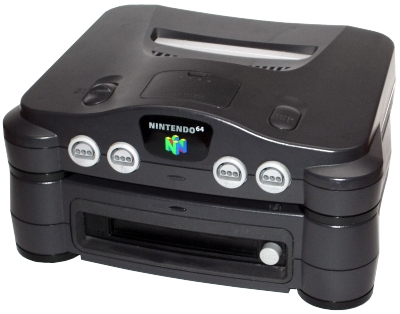
Nintendo 64DD

Eventi rilevanti avvenuti nell'industria dei videogiochi nel 1999. 
Per un elenco delle voci su giochi usciti nell'anno vedi Categoria:Videogiochi del 1999.

## Eventi
- Activision acquista Elsinore Multimedia, Expert Software, e Neversoft Entertainment
- Infogrames Entertainment SA acquista Accolade, Gremlin Interactive (rinominata Infogrames Sheffield House), GT Interactive Software (GTIS), e Ozisoft
- Take Two Interactive acquista TalonSoft
- ZeniMax Media acquista Bethesda Softworks
- Codemasters acquista Sensible Software
- Viene fondata la Crytek.
- Viene fondata la 3d6 Games, Inc.
- Viene fondata la 7 Studios.
- Viene fondata la BAM! Entertainment, Inc.
- Viene fondata la Bohemia Interactive Studio.
- Bandai presenta la console portatile WonderSwan in Giappone.
- Nintendo mette in vendita la console portatile Game Boy Color in Europa e Australia.
- Nintendo presenta la console Game Boy Light in Giappone
- SNK mette in vendita la console portatile Neo Geo Pocket Color negli Stati Uniti d'America, Canada ed Europa.
- Tiger Electronics presenta la console portatile Game.com Pocket Pro
- Bandai mette in vendita la console portatile WonderSwan.
- Reflections Interactive sviluppa Driver, primo capitolo della serie Driver.
- 21 gennaio — Nintendo pubblica Super Smash Bros., primo capitolo della serie Super Smash Bros..
- 22 febbraio — "Black Monday" (o "Chainsaw Monday"): Sierra riorganizza la società chiudendo diversi studios.
- 23 febbraio — Konami pubblica Silent Hill, primo capitolo della serie Silent Hill.
- aprile — Viene fondata la Liquid Entertainment.
- 19 giugno — Valve Software sviluppa Counter-Strike.
- 1º luglio — Capcom presenta Dino Crisis primo capitolo della serie omonima.
- 9 settembre — SEGA mette in vendita la console Sega Dreamcast nel Nord America.
- 14 ottobre — SEGA mette in vendita la console Sega Dreamcast in Europa.
- 11 novembre — DreamWorks Interactive presenta Medal of Honor primo capitolo della serie Medal of Honor.
- dicembre — Viene chiusa la GT Interactive.
- 1º dicembre — Nintendo presenta la console Nintendo 64DD in Giappone
- 29 dicembre  - SEGA presenta Shenmue, pietra miliare dei videogiochi open world.